# پردایس (میشیگان)
پردایس (به انگلیسی: Paradise) یک منطقهٔ مسکونی در ایالات متحده آمریکا است که در شهرستان چیپوا، میشیگان واقع شده‌است.